# Championica coronata
Championica coronata är en insektsart som först beskrevs av Carl von Linné 1758.  Championica coronata ingår i släktet Championica och familjen vårtbitare. Inga underarter finns listade i Catalogue of Life.